# Severino Gazzelloni

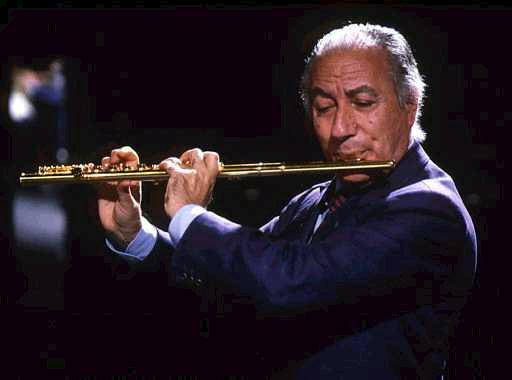
Gazzelloni met zijn gouden fluit

Severino Gazzelloni (Roccasecca (Italië),  5 januari 1919 –  Cassino, 21 november 1992) was een Italiaans fluitist. Gazzelloni wordt tot de grootste fluitisten van de 20e eeuw gerekend. 

## Biografie
Gazzelloni's vader speelde ook fluit. Toen hij 7 jaar was speelde hij al fluit in de plaatselijke harmonie. Hij begon met zijn fluitstudie aan het conservatorium "Santa Cecilia" in Rome in 1933 en studeerde versneld af. 
Gazzelloni was solofluitist van het Nationaal Symfonieorkest van de RAI voor meer dan 30 jaar. Veel componisten schreven speciaal voor hem, waaronder Luciano Berio, Pierre Boulez en Igor Stravinsky. Gazzelloni was ook docent. Onder anderen jazzfluitist Eric Dolphy en de Nederlandse fluitiste Abbie de Quant hadden les van hem. 
Zijn faam was gebaseerd op zijn algemeen geroemde technische vaardigheden en zijn uitgebreide repertoire, van klassieke muziek (met bijzondere aandacht voor hedendaagse muziek) tot lichte muziek en popmuziek. Daarnaast levede hij een essentiële bijdrage in het verbreiden van de fluit in Italië. Hij had als bijnaam flauto d'oro: "gouden fluit". 
Gazzelloni overleed in 1992 op 73-jarige leeftijd aan de gevolgen van een tumor.
- Bibsys: 4066518
- Biblioteca Nacional de España: XX945486
- Bibliothèque nationale de France: cb12497159m (data)
- CiNii: DA10651719
- Gemeinsame Normdatei: 119386569
- International Standard Name Identifier: 0000 0000 6303 230X
- Library of Congress Control Number: n81089402
- MusicBrainz: 5f543587-f1b0-4111-83ce-83b831146ddb
- Nationale Bibliotheek van Tsjechië: mzk2009512221
- Nationale bibliotheek van Australië: 35817432
- Nationale Bibliotheek van Israël: 987007324083405171
- Nederlandse Thesaurus van Auteursnamen: 104110384
- Réseau des bibliothèques de Suisse occidentale: 02-A003284737
- Istituto Centrale per il Catalogo Unico: RAVV014103
- Système universitaire de documentation: 155091751
- Trove: 1101210
- Virtual International Authority File: 196145
- WorldCat: E39PBJbtpPxchdBPt3Fpf4DKBP